# Зугалай
Зугала́й (бур. Зугаалай, от бур. зугаа — беседа, веселье) — село в Могойтуйском районе Забайкальского края, Россия. Является административным центром сельского поселения «Зугалай».
Население — 971 чел. (2021).

## Экономика
В селе расположена центральная усадьба животноводческого агропромышленного кооператива «Зугалай» (бывший колхоз им. Ленина, образованный в 1930 году). Поголовье скота в АПК составляет: КРС — 332 голов, лошадей- 430, овец — 7300, коз — 275, свиней — 49 голов. Посевные площади хозяйства составляет — 922 га, из них занято пшеницей — 305 га, овес — 226 га, ячмень — 76 га.

## Образование и здравоохранение
Зугалайская школа была основана в 1911 году. В 1936 году было построено двухэтажное деревянное здание школы. В 1980 году — новое типовое двухэтажное здание школы. Сегодня в школе обучается около 200 детей. Пришкольный интернат в селе появился в 1920 году. В 1982 году открылось новое двухэтажное здание интерната. Детский сад был открыт в 1962 году.
В Зугалае имеется сельская врачебная амбулатория.

## Население
| 2002  | 2010  | 2012  | 2013  | 2014  | 2015  | 2016  |
| ----- | ----- | ----- | ----- | ----- | ----- | ----- |
| 1552  | ↘1434 | ↘1399 | ↘1392 | ↘1344 | ↘1312 | ↘1290 |
| 2017  | 2018  | 2019  | 2020  | 2021  |       |       |
| ↘1272 | ↘1236 | ↘1231 | ↘1197 | ↘971  |       |       |

### Известные жители
- Бадмажабэ, Намсарай Бадмажапович (1907—1963) — советский государственный и партийный деятель, председатель исполнительного комитета Агинского Бурятского окружного Совета.
- Номоконов, Семён Данилович (1900—1973) — советский снайпер, участник Великой Отечественной войны и советско-японской войны.
- Санжин Балдан Санжиевич(1911—1989) — бурятский прозаик, один из старейших бурятских писателей, переводчик.[14]
- Баир Бадёнов Доржиевич (1967 г.р.) — российский спортсмен, мастер спорта международного класса по стрельбе из лука (1996). Бронзовый призёр Летних Олимпийских игр в Пекине 2008 года.